# Hugh Downs
Hugh Malcolm Downs (14 de fevereiro de 1921 – Scottsdale, 1 de julho de 2020) foi um ator e apresentador de televisão estadunidense, sendo considerado pelo guinness book o apresentador que ficou mais tempo no ar na história da televisão norte-americana
Morreu no dia 1 de julho de 2020 em Scottsdale, aos 99 anos.